# Nieves (Zacatecas)
Nieves es una localidad mexicana en el estado de Zacatecas, cabecera del municipio de General Francisco R. Murguía.

## Geografía
La localidad de Nieves se ubica en el suroeste del municipio de General Francisco R. Murguía, en el norte de Zacatecas. Se encuentra a una altura media de 1914 m s. n. m. y cubre un área de 3.25 km².

### Clima
En Nieves hay dos tipos de clima: el semiseco templado y el semiseco semicálido. Tiene una temperatura media anual de 18.0 °C y una precipitación media anual de 360.7 mm.
| Parámetros climáticos promedio de Nieves | Parámetros climáticos promedio de Nieves | Parámetros climáticos promedio de Nieves | Parámetros climáticos promedio de Nieves | Parámetros climáticos promedio de Nieves | Parámetros climáticos promedio de Nieves | Parámetros climáticos promedio de Nieves | Parámetros climáticos promedio de Nieves | Parámetros climáticos promedio de Nieves | Parámetros climáticos promedio de Nieves | Parámetros climáticos promedio de Nieves | Parámetros climáticos promedio de Nieves | Parámetros climáticos promedio de Nieves | Parámetros climáticos promedio de Nieves |
| Mes                                      | Ene.                                     | Feb.                                     | Mar.                                     | Abr.                                     | May.                                     | Jun.                                     | Jul.                                     | Ago.                                     | Sep.                                     | Oct.                                     | Nov.                                     | Dic.                                     | Anual                                    |
| ---------------------------------------- | ---------------------------------------- | ---------------------------------------- | ---------------------------------------- | ---------------------------------------- | ---------------------------------------- | ---------------------------------------- | ---------------------------------------- | ---------------------------------------- | ---------------------------------------- | ---------------------------------------- | ---------------------------------------- | ---------------------------------------- | ---------------------------------------- |
| Temp. máx. abs. (°C)                     | 29.5                                     | 32.5                                     | 35.0                                     | 37.0                                     | 38.0                                     | 39.0                                     | 38.0                                     | 36.0                                     | 35.0                                     | 33.5                                     | 29.5                                     | 29.5                                     | 39.0                                     |
| Temp. máx. media (°C)                    | 18.6                                     | 20.1                                     | 23.6                                     | 27.0                                     | 30.0                                     | 29.7                                     | 27.9                                     | 27.5                                     | 26.3                                     | 24.8                                     | 22.5                                     | 19.6                                     | 24.8                                     |
| Temp. media (°C)                         | 12.4                                     | 13.6                                     | 16.5                                     | 19.4                                     | 22.2                                     | 22.8                                     | 21.5                                     | 21.2                                     | 20.2                                     | 18.2                                     | 15.6                                     | 12.8                                     | 18.0                                     |
| Temp. mín. media (°C)                    | 6.2                                      | 7.2                                      | 9.3                                      | 11.7                                     | 14.4                                     | 15.8                                     | 15.0                                     | 14.8                                     | 14.0                                     | 11.6                                     | 8.8                                      | 6.1                                      | 11.2                                     |
| Temp. mín. abs. (°C)                     | -8.0                                     | -5.5                                     | -6.0                                     | -0.5                                     | 2.5                                      | 5.0                                      | 6.0                                      | 6.0                                      | 4.0                                      | -2.5                                     | -4.5                                     | -9.5                                     | -9.5                                     |
| Precipitación total (mm)                 | 5.9                                      | 4.9                                      | 2.0                                      | 3.1                                      | 11.8                                     | 57.8                                     | 74.9                                     | 83.6                                     | 69.5                                     | 30.4                                     | 7.5                                      | 9.3                                      | 360.7                                    |
| Días de precipitaciones (≥ 1 mm)         | 1.0                                      | 0.6                                      | 0.5                                      | 0.7                                      | 1.5                                      | 6.1                                      | 9.1                                      | 9.7                                      | 7.6                                      | 3.8                                      | 0.9                                      | 1.3                                      | 42.8                                     |
| Fuente: Servicio Meteorológico Nacional. |                                          |                                          |                                          |                                          |                                          |                                          |                                          |                                          |                                          |                                          |                                          |                                          |                                          |

## Demografía
De acuerdo con el censo realizado en 2020 por el Instituto Nacional de Estadística y Geografía (INEGI), en Nieves había un total de 5844 habitantes, de los que 3014 eran mujeres y 2830, hombres.
En 2020 el número de viviendas en la localidad era de 2551, de las que 1552 se encontraban habitadas.

### Evolución demográfica
Durante el período 2010-2020 Nieves tuvo un crecimiento poblacional del 0.27 % anual.
| Gráfica de evolución demográfica de Nieves entre 1900 y 2020 |
|                                                              |
| Fuente: Instituto Nacional de Estadística y Geografía.       |